# FC Victoria Brănești
FC Victoria Brănești was een Roemeense voetbalclub uit Brănești.
De club werd in 1968 opgericht en speelde in lang in de lagere Roemeense voetbalklassen. In 2007 promoveerde de club naar de Liga 3 en in 2009 naar de Liga 2. Na een eerste plaats in poule 1 van de Liga 2 promoveerde de club in 2010 naar de Liga 1, het hoogste niveau. Na één seizoen degradeerde de club. In februari 2012 werd de club vanwege financiële problemen uit de competitie genomen en ging failliet.